# Ester Styrenius
Ester Linnéa Styrenius, född 8 juni 1895 i Stanstorp, Bosjöklosters socken i Malmöhus län, död 4 april 1977 i Helsingborg, var en svensk målare.
Hon var dotter till lantbrukaren Gustaf Adolf Nilsson och Cecilia Åkesdotter och gift med banktjänstemannen Karl Arvid Styrenius. Hon drev en modeaffär 1919–1940 och målade som en hobby på fritiden. När hennes affärsverksamhet upphörde 1940 fortsatte hon med sitt hobbymåleri men bestämde sig för att skaffa en grundläggande utbildning. Hon studerade målning vid Villa Thalassa i Helsingborg och fortsatte med privata målarstudier för Torsten Hult i Höganäs. Därefter studerade hon teckning och mosaikkonst för Erik Leijon och fick i början av sitt konstnärskap handledning av Arne Öberg i Helsingborg. Hon bedrev självstudier under resor till Danmark, Florens, Capri, Rom och Venedig. Hon medverkade i Liljevalchs Stockholmssalonger och samlingsutställningar arrangerade av Helsingborgs konstförening. Separat ställde hon bland annat ut i Stanstorp och Helsingborg. Hennes konst består av blomsterstilleben, porträtt, religiösa kompositioner, och landskapsmotiv från nordvästra Skåne och Italien. 